# Zulay Henao

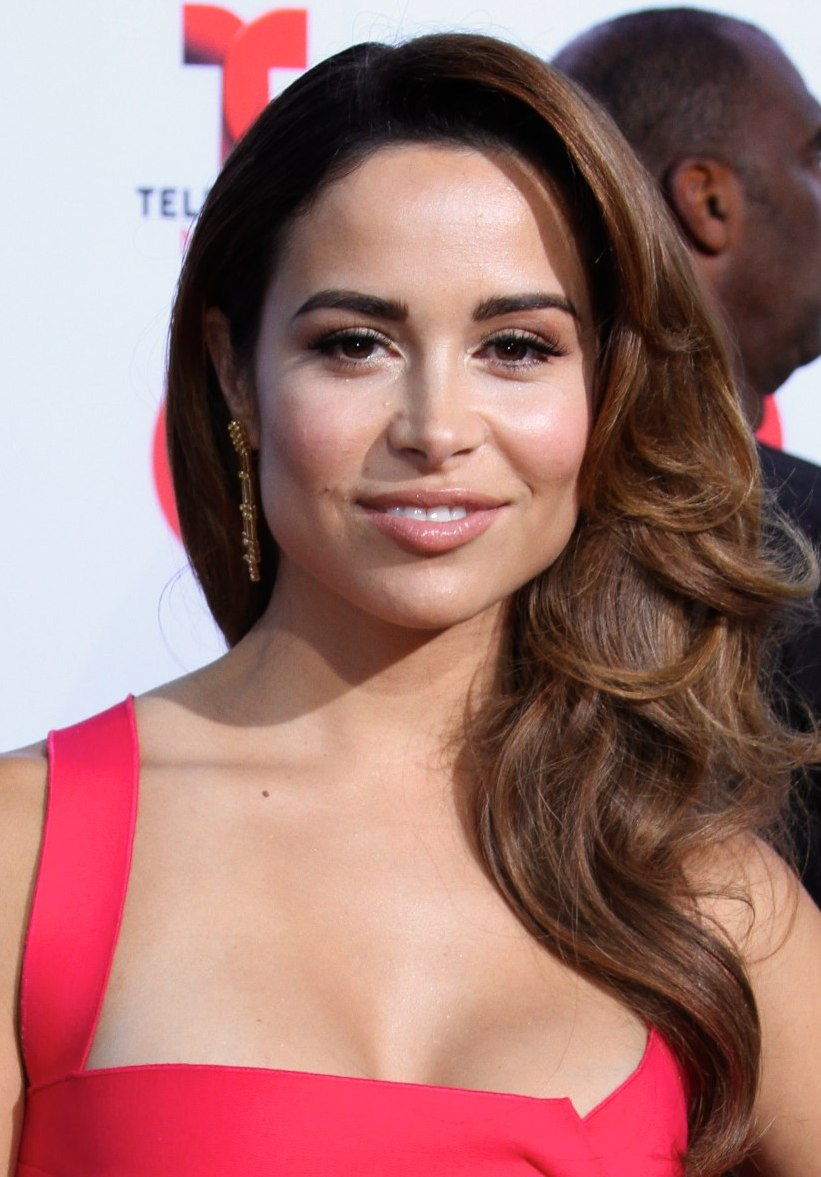
Zulay Henao (2013)

Zulay Henao (* 29. Mai 1979 in Medellín, Kolumbien) ist eine kolumbianisch-amerikanische Schauspielerin.

## Leben
Zulay Henao wurde 1979 geboren und zog vierjährig mit ihrer Familie nach New Jersey in die Vereinigten Staaten, wo sie auch aufwuchs. Nach Abschluss der High School diente sie drei Jahre in der US-Army, stationiert in Fort Bragg im US-Bundesstaat North Carolina. Humanitäre Missionen führten die Soldatin in dieser Zeit nach Südamerika, wo sie als Übersetzerin in Waisenhäusern arbeitete.
Ihr Wunsch nach beruflicher Veränderung gipfelte in einem Schauspielstudium am New York Conservatory for Dramatic Arts (NYCDA). Während ihrer dreijährigen Studienzeit sammelte sie künstlerische Erfahrungen und agierte beispielsweise in dem Independentfilm Saturday Morning. Nebenrollen sowohl in Fernsehserien wie Army Wives und Law & Order: New York als auch Filmproduktionen wie Feel the Noise und Grizzly Park schlossen sich an.
Seit 2019 sind Henao und ihr Schauspielkollege Kevin Connolly ein Paar. Im Juni 2021 wurden sie Eltern eines Mädchens.

## Filmografie (Auswahl)
- 2005: Film 101
- 2007: Army Wives (Fernsehserie, Episode 1x08)
- 2007: Saturday Morning
- 2007: Tödliche Währung – Abgerechnet wird zum Schluss (Illegal Tender)
- 2007: Feel the Noise
- 2007: Law & Order: Special Victims Unit (Fernsehserie, Episode 9x06)
- 2008: The Heart is a Hidden Camera (Kurzfilm)
- 2008: Grizzly Park
- 2008: Lauf um dein Leben (Racing for time)
- 2008: Bis aufs Blut (Fear Itself, Fernsehserie, Episode 1x06)
- 2009: Fighting
- 2009: S. Darko
- 2009: The Magnificent Cooly-T
- 2009: The Unusuals (Fernsehserie, Episode 1x04)
- 2010: Boy Wonder
- 2010: Takers – The Final Job (Takers)
- 2011: Hostel 3 (Hostel: Part III)
- 2013: Love Thy Neighbor (Fernsehserie, 26 Episoden)
- 2014: The Single Moms Club
- 2014–2017: If Loving You Is Wrong (Fernsehserie, 58 Episoden)
- 2016: Die wahren Memoiren eines internationalen Killers (True Memoirs of an International Assassin)
- 2016: Meet the Blacks
- 2016: Destined
- 2017: Grow House
- 2017: MacGyver (Fernsehserie, Episode 1x13)
- 2018: Kevin Can Wait (Fernsehserie, Episode 2x14)
- 2018: Beyond White Space – Dunkle Gefahr (Beyond White Space)
- 2019: The Oath (Fernsehserie, 8 Episoden)
- 2019: Star (Fernsehserie, 2 Episoden)
- 2019: Stumptown (Fernsehserie, 2 Episoden)
- 2019: Grand Isle – Mörderische Falle (Grand Isle)
- 2021. When Devils Play (Kurzfilm, auch Produzentin)
- 2021: The House Next Door: Meet the Blacks 2 (The House Next Door)